# پیانلو وال تیدونه
پیانلو وال تیدونه (به ایتالیایی: Pianello Val Tidone) یک کومونه در ایتالیا است که در استان پیاچنزا واقع شده‌است. پیانلو وال تیدونه ۳۶٫۴ کیلومتر مربع مساحت و ۲٬۲۷۳ نفر جمعیت دارد و ۱۹۲ متر بالاتر از سطح دریا واقع شده‌است.